# 海事博物館 (澳門)
海事博物館（葡萄牙語：Museu Marítimo）是一所位於澳門媽閣廟前地1號以海事及航海為主題的博物館。澳門曾於1919年設立海事及漁業博物館，但於第二次世界大戰時因被空襲而閉館；當局於1987年11月7日在媽閣廟前地的一座葡萄牙特色建築物設立海事博物館，至1990年6月24日遷至現址。

## 歷史
澳門港務局局長阿瑟卡蒙拿海軍少將於20世紀初提出成立一座以海事為題的博物館。港務局於1919年在港務局大樓設大廳作為海事及漁業博物館，展示澳門常見船隻模型及相關用具；該博物館於1934年遷至外港的葡萄牙空軍飛機庫，設有多個模理及數百個魚的標本等展品；但美國空軍於第二次世界大戰期間懷疑該飛機庫藏有日本皇軍的汽油而在1945年1月16日空襲飛機庫，飛機庫內的博物館藏品因而全數被毀而閉館。
澳門港務局局長蘇勵治海軍中校於1986年提出建立一所以海事及航海為題的博物館；及後當局在媽閣廟前地的一座富有1940年代葡萄牙建築風格的建築物開設海事博物館，並於1987年11月7日揭幕。博物館在建館後收到捐贈以及購得的藏品以及參觀人數增加而導致博物館有需要開設一座較寬敞的展覽場所而興建一座新的展覽大樓；因此海事博物館於1990年6月24日遷址至相傳是葡萄牙人首次踏足澳門的媽閣廟前地一號作為新的展覽大樓，而原為海事博物館的大樓則改作行政大樓之用。澳門總督韋奇立於1999年4月訓令向海事博物館授予文化功績勳章以表揚博物館對年青人開展的教育活動。
- 海事博物館展覽大樓
- 港務局大樓曾開設海事及漁業博物館
- 海事博物館舊館，現時為該館行政樓
- 海事博物馆内部

## 設施
現時海事博物館的展覽大樓樓高三層，猶如一艘已揚帆的三桅帆船，面積為800平方米，主要由展覽館、圖書館以及露天茶座三個部分所組成。

### 展覽館
展覽館由海事民俗展覽廳、海事歷史展覽廳、海事技術展覽廳以及水族館四個展區所組成：
- 海事民俗展覽廳（葡萄牙語：Exposição de Etnologia Marítima）展出海上航海學校的薩格雷斯號（SAGRES）的模型、10艘葡萄牙傳統漁船模型、一艘由鯨魚的骨而制成的龍舟模型、澳門以及南中國地區的漁民傳統及藝術、船隻、服飾以及和與漁民民俗相關的節日描述等展品[9]；
- 海事歷史展覽廳（葡萄牙語：Exposição de História Marítima）主要展示葡萄牙及中國在15世紀至17世紀的海事歷史，展品包括葡萄牙航海家於航海時代曾使用的卡拉維拉船及商船的模型、輔助航海的器具、17世紀的澳門地理立體模型等展品[9]；
- 海事技術展覽廳（葡萄牙語：Exposição de Tecnologia Marítima）展出與航海技術相關的展品，如中國沿海第一座燈塔——東望洋燈塔模型、八分象限儀、六分象限儀、望遠鏡、羅盤等展品[9]；
- 水族館（葡萄牙語：Galeria dos Aquários）展出河流的河床、海港、珊瑚礁以及深海合共四個不同水底的環境[9]。

### 圖書館
圖書館館藏約有2,500本關於海事技術、海事民俗學、葡萄牙及中國的海事歷史、澳門歷史等類別的相關書籍；此外也有一個相片檔案庫，藏有有關海事資料以及澳門近代歷史等相關圖片。

### 露天茶座
露天茶座位於海事博物館以北的一個露天地方，其面積與一個籃球場相約，可遠望至對岸的中國大陸珠海市香洲區的灣仔。

## 基本資料

### 開放時間
10:00-18:00（逢星期二休館）

### 門票
免費入場

## 資料來源
1. ↑  陳迎憲; 何惠. . 澳門: 澳門文化局、澳門博物館. 2001. ISBN 9789993701262.
2. 1 2 3  . 海事博物館.   [2012年3月22日]. （原始内容存档于2012年4月21日） （中文（繁體））.
3. 1 2 3 4  吳志良、楊允中 (编). .  2005年修訂版. 澳門基金會.  [1999年11月]. ISBN 99937-1-032-6.
4. ↑  . 澳門港務局 （中文（繁體））.
5. 1 2 3  陳麗蓮. . 中華民國博物館學會. 2003年9月. （原始内容存档于2008-10-12） （中文（繁體））.
6. ↑  . 新華澳報. 2011-05-04: P03 （中文（繁體））.
7. ↑   (PDF). 澳門政府公報. 1999年4月26日, (17): 987  [2012年3月24日]. （原始内容存档 (PDF)于2019年6月17日） （葡萄牙语）.
8. ↑  . 　Ggogo吉帝旅遊.   [2012年3月22日]. （原始内容存档于2018年11月9日） （中文（繁體））.
9. 1 2 3 4  . 海事博物館.   [2012年3月22日]. （原始内容存档于2011年12月21日） （中文（繁體））.
10. ↑  . 海事博物館.   [2012年3月22日]. （原始内容存档于2012年1月10日） （中文（繁體））.
11. ↑  . 開心澳門.   [2012-03-26]. （原始内容存档于2012年1月24日） （中文（繁體））.